# المجمع السكني قلعة مختار (حومة انديمشك)
المجمع السکني قلعة مختار (بالفارسية: شهرک قلعه‌مختار) هي قرية تقع في إيران في منطقة مركزية ريفية. يقدر عدد سكانها بـ 319 نسمة .